# Albaricoque
El albaricoque, también llamado damasco, chabacano o albérchigo, es el fruto del albaricoquero (Prunus armeniaca). El β-caroteno es el elemento que le otorga su color anaranjado característico. Esta drupa es originaria de las zonas templadas de Asia —en áreas como Corea del Norte o Manchuria—, y los romanos la introdujeron en Europa a través de Armenia.

## Etimología
El término albaricoque tiene su origen en el árabe andalusí الْبَرْقُوق (al-barqūq, «las ciruelas»). Este evolucionó del griego bizantino βερικοκκίᾱ (berikokkíā, «árbol de albaricoque»), derivado del griego posterior πραικόκιον (praikókion, «albaricoque») y del mismo modo del latín persica praecocia con significado de «melocotón de maduración temprana» o siguiendo el origen etimológico «melocotón precoz» (praecoquus, de prae- «antes» y coquō «madurar»). De igual manera se tiene malum praecocia, que literalmente significa «manzana de maduración temprana».
El término «maduración temprana» o «precoz» se debe a que estos frutos alcanzan la madurez antes que los melocotones, siendo la maduración de los albaricoques por mayo o principios de junio —de ahí que también tenga el nombre de mayuelo— a diferencia de los melocotones que maduran en pleno verano.

## Especies
Los albaricoques son especies pertenecientes al género Prunus, siendo Prunus armeniaca la fruta común. Se discute la posición taxonómica de P. brigantina. Se agrupa con las especies de ciruelas según las secuencias de ADN del cloroplasto, pero está más estrechamente relacionado con las especies de albaricoques según las secuencias de ADN nuclear.
- Prunus armeniaca: albaricoque común, ampliamente cultivado por su fruto y semilla comestibles.
- Prunus brigantina: albaricoque de Briançon, originario de Europa, cultivado por su fruto comestible y su hueso del que se produce aceite.
- Prunus cathayana: nativo de Hebei.
- Prunus dasycarpa: albaricoque morado, cultivado en Asia Central y áreas adyacentes por su fruto comestible.
- Prunus hongpingensis: albaricoque de Hongping, nativo de Shennongjia, cultivado por su fruto.
- Prunus hypotrichodes: nativo de Chongqing.
- Prunus limeixing: cultivado en el norte de China.
- Prunus mandshurica: albaricoque de Manchuria, nativo del noreste de Asia, cultivado por su semilla.
- Prunus mume: albaricoque japonés, originario del sur de China, ampliamente cultivado por su llamativa flor y fruto comestible.
- Prunus sibirica: albaricoque siberiano, nativo de Siberia, Mongolia, el norte de China y Corea, cultivado por su semilla.
- Prunus zhengheensis: albaricoque Zhenghe, nativo de Fujian.

## Descripción

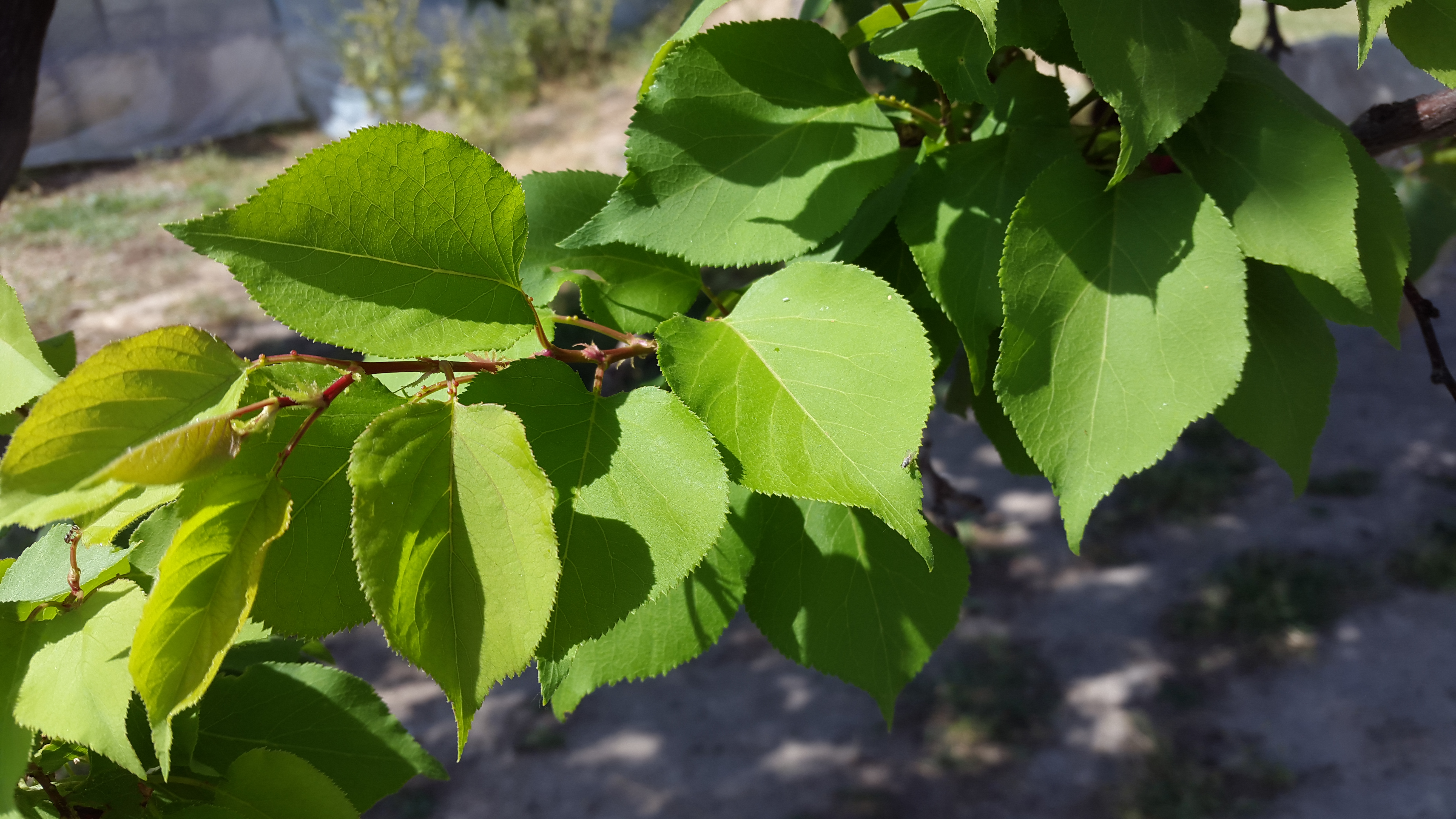
Hojas de un albaricoquero.

El albaricoquero es un árbol pequeño, de 8 a 12 m de altura, con un tronco de hasta 40 cm de diámetro y una copa densa y extendida. Las hojas son ovadas, de 5 a 9 cm de largo y de 4 a 8 cm de ancho, con una base redondeada, una punta puntiaguda y un margen finamente dentado. Las flores miden de 2 a 4,5 cm de diámetro, con cinco pétalos de color blanco a rosado; se producen de forma individual o en parejas a principios de la primavera antes de las hojas. El fruto es una drupa (fruta de hueso) similar a un melocotón pequeño, de 1,5 a 2,5 cm de diámetro —aunque más grande en algunas plantaciones modernas—, con un color desde amarillo hasta naranja, a menudo teñido de rojo en el lado más expuesto al sol; su superficie puede ser lisa (botánicamente descrita como glabra) o aterciopelada con vellosidades cortas. La pulpa suele ser empleada como alimento, pero en algunas especies como P. sibirica es seca. Su sabor puede variar de dulce a ácido. La semilla única está encerrada en una cáscara dura, con una textura granulosa y suave, excepto por tres crestas que corren por un lado.

## Origen
El albaricoque más comúnmente cultivado, P. armeniaca, se conocía en Armenia durante la antigüedad y se ha cultivado allí durante tanto tiempo que anteriormente se pensaba que se originó allí —de ahí el epíteto de su nombre científico—. Sin embargo, esto no está respaldado por estudios genéticos, que en cambio confirman la hipótesis propuesta por Nikolai Vavilov de que la domesticación de P. armeniaca ocurrió en Asia Central y China. El albaricoque domesticado luego se difundió hacia el sur hasta Asia meridional, al oeste hasta el Asia Occidental (incluida Armenia), Europa y el norte de África, y al este hasta Japón.

## Producción
| Los cinco mayores productores en 2019 | Los cinco mayores productores en 2019 |
| País                                  | 2019 (millones de toneladas)          |
| ------------------------------------- | ------------------------------------- |
| Turquía                               | 0.85                                  |
| Uzbekistán                            | 0.54                                  |
| Irán                                  | 0.33                                  |
| Italia                                | 0.27                                  |
| Argelia                               | 0.21                                  |
| Mundial                               | 4.1                                   |
| Fuente: FAOSTAT, Naciones Unidas      |                                       |

En 2019, la producción mundial de albaricoques ascendió a 4.1 millones de toneladas, con Turquía a la cabeza con un 21 % del total. Otros productores destacados son Uzbekistán, Irán, Italia, y Argelia.

## Gastronomía

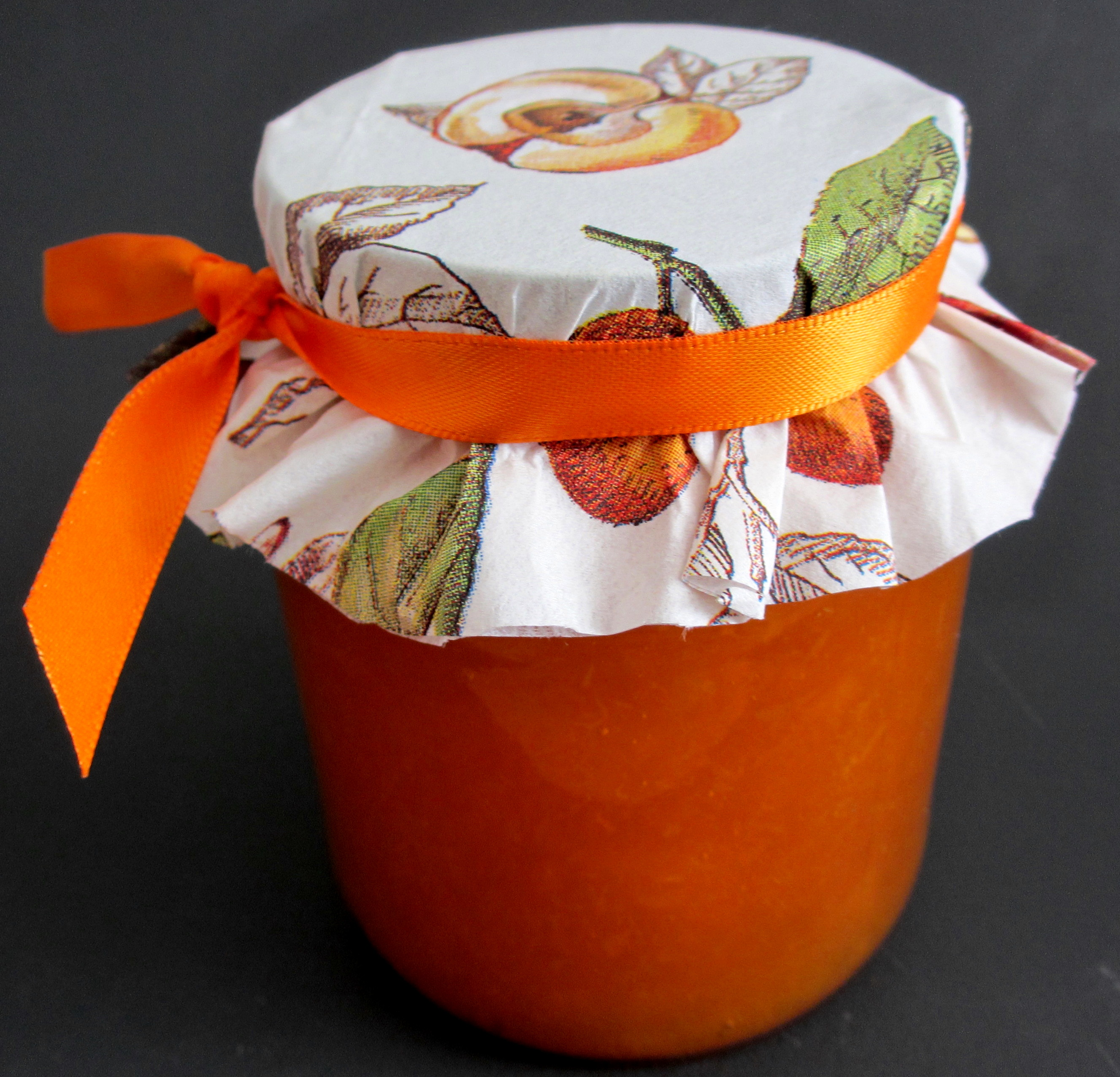
Mermelada de albaricoque.

En la cocina, el albaricoque es comúnmente empleado en la repostería: en la elaboración de mermeladas, en compotas, en bizcochos y otros dulces. También se consume en crudo, asado, en almíbar o bien desecados, lo que se conoce como orejones. Al estar desecados, los albaricoques presentan más minerales pero también una cantidad superior de calorías. Otras recetas típicas de esta fruta incluyen helados, tartas y postres como el crumble.

### Albaricoques desecados

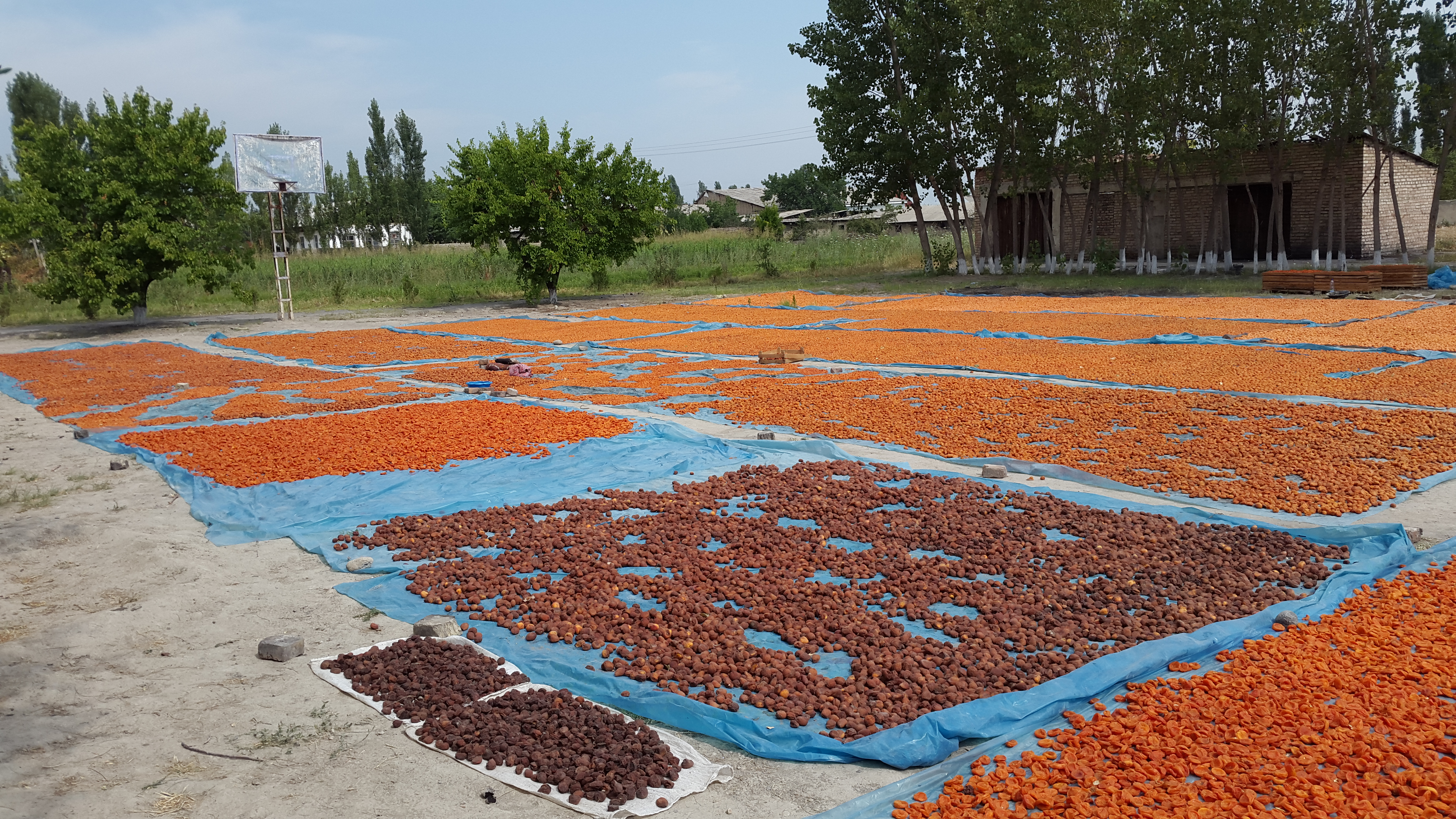
Un proceso de secado de albaricoques en Uzbekistán.

Los albaricoques desecados son un tipo de fruta seca tradicional. El mayor productor mundial de esta variedad es Turquía. Cuando se trata con dióxido de azufre (E220), el color que toman es naranja intenso. La fruta ecológica, no tratada con vapor de azufre, es de color más oscuro y tiene una textura más gruesa. Los albaricoques pequeños normalmente se secan enteros. Las variedades más grandes se secan por la mitad, sin la semilla ni el hueso. En la antigua Unión Soviética, los primeros se conocen como uryuk (урюк), usados principalmente para hacer compota, y los segundos como kuraga (курага). Las variedades mediterráneas o turcas generalmente se secan enteras y luego se deshuesan; mientras que las típicas de California se cortan por la mitad y se deshuesan antes del proceso.

## Hueso
Debido a su contenido natural de amigdalina los usos culinarios de la almendra del hueso del albaricoque son limitados. El aceite obtenido de las semillas de albaricoque es seguro para el consumo humano sin tratamiento, ya que la amigdalina no es soluble en aceite. Las cáscaras molidas se utilizan en cosmética como exfoliante. Como exfoliante podría ser una alternativa ecológica al problema de las microperlas de plástico.
Los huesos de albaricoque pueden convertirse en una leche vegetal.
A diferenca del durazno, la semilla del albaricoque no contiene cianuro; ergo, no es venenosa. En efecto, es la materia prima para elaborar el licor italiano amaretto.

## Plagas y enfermedades
Los albaricoques son susceptibles a varias enfermedades cuya importancia relativa difiere en las principales regiones productoras como consecuencia de sus diferencias climáticas. Por ejemplo, el clima cálido, como el que se experimenta en el Valle Central de California, a menudo causa quemaduras, lo que deja a la fruta blanda y marrón alrededor del hoyo. Las enfermedades bacterianas incluyen la mancha bacteriana y las agallas en el cuello. Las enfermedades fúngicas incluyen la podredumbre parda causada por Monilinia fructicola: la infección de la flor durante la lluvia conduce a que «se marchite», por lo que las flores, las ramas y los brotes jóvenes se vuelven marrones y mueren; las ramitas mueren en un ataque severo. La muerte regresiva de las ramas en el verano se atribuye al hongo Eutypa lata, donde el examen de la base de la rama muerta revela una llaga gangrenosa que rodea una herida de poda. Otras enfermedades fúngicas son causadas por Dibotryon morbosum o oídio. A diferencia de los duraznos, los albaricoques no se ven afectados por la cloca, y el cancro bacteriano —que causa parches hundidos en la corteza, que luego se propagan y matan la rama o el árbol afectado—) y el plateado de los frutales no son amenazas graves, lo que significa que la poda a fines del invierno se considera segura.